# Terminator (franquicia)
La franquicia Terminator es un universo de ficción creado por James Cameron, que engloba películas, series de televisión, libros, cómics y videojuegos. 
La saga trata sobre la batalla futura entre el programa de inteligencia artificial Skynet y la humanidad, liderada por John Connor. Los productos más conocidos de Skynet en sus objetivos genocidas son los diferentes modelos de Terminator, tales como el T-101, Terminator T-800, T-1000 y T-3000.

## Premisa

Una infografía que ilustra la continuidad entre las distintas líneas temporales de la franquicia Terminator.

El tema central de la franquicia es la guerra entre la especie humana y la inteligencia artificial Skynet. Esta consiste en un sistema informático de defensa estratégica de Estados Unidos creado por Cyberdyne Systems, que se vuelve consciente de sí mismo y, al percibir a todos los seres humanos como una amenaza, pretende acabar con la humanidad misma iniciando una guerra nuclear contra Rusia, lo que garantiza una respuesta devastadora y un holocausto nuclear, destruyendo gran parte de la humanidad al instante. 
Tras este apocalipsis nuclear, Skynet construye su propia capacidad militar basada en máquinas autónomas, que incluye a los Terminators enviados contra objetivos humanos individuales, y se procede a librar una guerra contra los supervivientes humanos, algunos de los cuales se han organizado militarmente como una Resistencia. En algún momento, Skynet desarrolla la capacidad de viajar en el tiempo, y tanto ella como la Resistencia pretenden utilizarla para ganar la guerra evitando la actual línea de tiempo.

## Películas

### Terminator (1984)
The Terminator es una película de ciencia ficción de 1984 escrita y dirigida por James Cameron y protagonizada por Arnold Schwarzenegger, Linda Hamilton y Michael Biehn. Es la primera obra de la franquicia Terminator. El argumento de la película está ambientado en el momento de estreno (1984) en la ciudad de Los Ángeles. Las máquinas toman el control del mundo en un futuro cercano, dirigidas por el sistema de inteligencia artificial Skynet. Con el único objetivo de aniquilar a la humanidad, desarrolla unos cyborgs asesinos llamados Terminators, con apariencia completamente humana, tejido y carne real sobre un esqueleto robótico. Con el futuro de la humanidad pendiente de un hilo, John Connor, el líder de la resistencia humana, envía al pasado a Kyle Reese, un soldado de su regimiento, para proteger a Sarah Connor, su madre, sabiendo que Kyle sería su padre en el pasado ya que mantendría una relación con Sarah, y así asegurar su propia existencia, ya que Skynet a su vez, envió a uno de sus Terminators a destruir a su madre para evitar su nacimiento y así, privar a la resistencia de un jefe.

### Terminator 2: El Juicio Final (1991)
Terminator 2: el juicio final es la secuela de 1991 de la película original de Terminator. Fue escrita, dirigida y producida por James Cameron y protagonizada por Arnold Schwarzenegger, Linda Hamilton, Edward Furlong y Robert Patrick. Después de que las máquinas fallaran al intentar evitar el nacimiento de John Connor, lo vuelven a intentar, pero esta vez intentan asesinar a John cuando sólo es un niño de 10 años (1995) y con un Terminator más avanzado, el T-1000. Igual que antes, John envía al pasado a un protector para su yo adolescente, un Terminator reprogramado, idéntico al Terminator de la película anterior. Después de diez años preparándose para la futura guerra, Sarah decide utilizar la misma táctica que las máquinas utilizaron en ella: evitar que Skynet sea creada destruyendo Cyberdyne Systems antes de que la inventen.

### Terminator 3: La Rebelión de las Máquinas (2003)
Terminator 3: La rebelión de las máquinas es la película de 2003 secuela de la taquillera Terminator 2: el juicio final, dirigida por Jonathan Mostow y protagonizada por Arnold Schwarzenegger, Nick Stahl, Claire Danes y Kristanna Loken. Como resultado de la destrucción de Cyberdyne al final de T2, la toma de conciencia de Skynet ha sido pospuesta, pero no evitada. En un último intento de asegurar la victoria de las máquinas, un nuevo Terminator, el T-X, es enviado atrás (2004) para matar a tantos oficiales de alto rango como fuera posible, incluyendo a John Connor y a su futura mujer Kate. Después de que el futuro Connor es asesinado por un modelo idéntico al de su protector anterior, Kate lo reprograma y lo envía para salvarles a ambos del T-X.

### Terminator 4: La Salvación (2009)
Terminator Salvation es la cuarta entrega de la serie de películas Terminator, estrenada el 21 de mayo de 2009. Está escrita por David Campbell Wilson, John Brancato y Michael Ferris, dirigida por Joseph "McG" McGinty Nichol, y protagonizada por Christian Bale como John Connor. Anton Yelchin interpreta a Kyle Reese, que se hace amigo de Marcus, uno de los primeros Terminators. Sam Worthington interpreta a Marcus; fue recomendado personalmente a McG por el creador de Terminator James Cameron. Roland Kickinger realiza el papel de Terminator, con el rostro digitalizado de Arnold Schwarzenegger. El inicio del rodaje estuvo previsto para el 5 de mayo de 2008 en Albuquerque, Nuevo México. Stan Winston supervisó los efectos visuales.
El argumento de la película tiene lugar después de los acontecimientos de T3 en 2018 y se centra principalmente en la guerra entre la humanidad y Skynet en un mundo posapocalíptico. John Connor seguirá siendo el personaje principal junto con un nuevo personaje llamado Marcus, que tiene la "misma presencia como coprotagonista". Marcus es un humano convertido en androide como resultado de los primeros experimentos de la fuerza aérea, lo que le genera una serie de dilemas existenciales como su propio reconocimiento. James Middleton, productor asociado de la película, dijo que "va sobre el nacimiento de un nuevo héroe," y McG dijo que también trataría sobre el desarrollo del Terminator modelo 101.

### Terminator 5: Génesis (2015)
Terminator Génesis es la quinta entrega de esta franquicia dispuesta a comenzar a realizarse a comienzos de 2014.
Tras diversas problemáticas por la posesión de los derechos de la franquicia, la secuela que originalmente iba a ser dirigida por McG (Terminator Salvation) y producida por The Halcyon Company, será fruto de la Productora Annapurna Pictures. En diciembre de 2012 Skydance productions (Star Trek: en la oscuridad, Misión imposible: Protocolo fantasma) se unió a Annapurna Pictures para el proceso de producción de la película. En enero de 2013 fue reportado que Laeta Kalogridis (Avatar, Alexander) y Patrick Lussier (Dracula 2000, Infierno al volante) fueron contratados para escribir el guion; mientras que Arnold Schwarzenegger durante una rueda de prensa en Londres por el estreno de El último desafío confirmó su participación en el proyecto.
Recientemente Paramount Pictures, quien después de cerrar hace tan solo unos días un acuerdo con Annapurna Pictures, la compañía de Megan Ellison, y Skydance Productions, de David Ellison, anunció que la quinta entrega de la saga de Terminator sería estrenada el 26 de junio de 2015 y su trama no será una continuación sino un reinicio de la historia de los filmes anteriores. Así, en esta quinta película se relatarán hechos que tienen que ver con la madre de John Connor (Sarah Connor). Terminator Génesis estaría ambientada en los años ochenta y en ella Schwarzenegger interpretaría a un Terminator que protegerá a Sarah de un nuevo intento de Skynet, a través del tiempo para intentar impedir la existencia del líder de la futura resistencia contra la tiranía de las máquinas.
El 14 de diciembre de 2013 se confirma que Emilia Clarke interpretará a Sarah Connor.

### Terminator 6: Destino Oscuro (2019)
Terminator: Destino oscuro se estrenó en 2019. Debido a la poca acogida de la entrega Terminator Génesis, James Cameron no sólo recuperó los derechos de su serie de películas, sino que además anunció la posibilidad de retomar las películas para continuar la saga, buscando revitalizar e incluso si es necesario empezar desde cero la franquicia. además, Cameron también dijo que tiene planes para volver a incluir a Arnold Schwarzenegger de nuevo a la franquicia. Esto sucedió con Terminator: Destino oscuro.

## Televisión

### Terminator: The Sarah Connor Chronicles
Tras acabar con el T-1000, el T-800 y con la muerte del creador de Skynet, Sarah y John Connor siguen su vida como fugitivos en 1999, un problema menor comparado con los que están acostumbrados a enfrentarse debido a su pasado, pero sobre todo a su futuro. Un futuro que creían cambiado con la destrucción de los Terminator, hasta que en el presente vuelven a tener que enfrentarse a ellos. En esta ocasión también contarán con uno de ellos como aliado inesperado.
Esta serie desarrolla los acontecimientos posteriores a Terminator 2. Contó con dos temporadas entre 2008 y 2009 con un total de 31 episodios, siendo cancelada por FOX en 2010.

### Terminator: Zero
Terminator Zero (ターミネーターZERO?) y originalmente conocido como Terminator: The Anime Series, es una serie de anime de género acción y ciencia ficción desarrollada por Mattson Tomlin y ambientada en el universo de Terminator. El anime de ocho episodios es producido por el estudio Production I.G y Skydance Television bajo la dirección de Masashi Kudō. Está basada en el mismo universo creada por James Cameron y Gale Anne Hurd. Fue lanzado el 29 de agosto de 2024 en Netflix.

## Videojuegos
- T2 (1991)
- La rebelión de las Máquinas (2003)
- War of the Machines (2003)
- Salvation (2009)
- Genisys: Future War (2017)
- Terminator: Resistance (2019)
- Dark Fate (2019)
- El Terminator T-800 aparece en el popular videojuego Mortal Kombat 11 como personaje jugable en un DLC.
- Sarah Connor, Grace Harper y los Terminators T-800 y el Rev-9 aparecen en Gears 5 como personajes jugables en un DLC para la versión multijugador.
- El Terminator T800 y John Connor aparecen en Contra: Return.
- El Terminator T-800 tiene una aparición como personaje jugable en el desaparecido juego para Facebook Social Wars, donde se le apreciaba una apariencia similar a la de la primera película.

## Personajes principales
Los nombres en letras más pequeñas indican que el actor o actriz solo tuvo un cameo o un papel de menor importancia respecto al actor principal.
| Personaje             | Película              | Película                                | Película                                         | Película                                               | Película                                         | Película                                         |
| Personaje             | The Terminator (1984) | Terminator 2: El juicio final (1991)    | Terminator 3: La rebelión de las máquinas (2003) | Terminator Salvation (2009)                            | Terminator Génesis (2015)                        | Terminator: Dark Fate (2019)                     |
| --------------------- | --------------------- | --------------------------------------- | ------------------------------------------------ | ------------------------------------------------------ | ------------------------------------------------ | ------------------------------------------------ |
| The Terminator        | Arnold Schwarzenegger | Arnold Schwarzenegger                   | Arnold Schwarzenegger                            | Arnold Schwarzenegger (cara) Roland Kickinger (cuerpo) | Arnold Schwarzenegger Brett Azar (Joven, cuerpo) | Arnold Schwarzenegger Brett Azar (Joven, cuerpo) |
| John Connor           | Mencionado            | Edward Furlong Michael Edwards (Adulto) | Nick Stahl                                       | Christian Bale                                         | Jason Clarke                                     | Edward Furlong (cara) Jude Collie (cuerpo)       |
| Sarah Connor          | Linda Hamilton        | Linda Hamilton                          | Mencionada                                       | Linda Hamilton (Voz de Archivo)                        | Emilia Clarke Willa Taylor (Niña)                | Linda Hamilton Maddy Curley (Joven, cuerpo)      |
| Kyle Reese            | Michael Biehn         | Michael Biehn                           |                                                  | Anton Yelchin                                          | Jai Courtney Bryant Prince (Niño)                |                                                  |
| Katherine Brewster    |                       |                                         | Claire Danes                                     | Bryce Dallas Howard                                    |                                                  |                                                  |
| Dr. Peter Silberman   | Earl Boen             | Earl Boen                               | Earl Boen                                        |                                                        |                                                  | Earl Boen (cara) Jude Collie (cuerpo)            |
| Tte. Edward Traxler   | Paul Winfield         |                                         |                                                  |                                                        |                                                  |                                                  |
| Det. Hal Vukovich     | Lance Henriksen       |                                         |                                                  |                                                        |                                                  |                                                  |
| Ginger Ventura        | Bess Motta            |                                         |                                                  |                                                        |                                                  |                                                  |
| Matt Buchanan         | Rick Rossovich        |                                         |                                                  |                                                        |                                                  |                                                  |
| T-1000                |                       | Robert Patrick                          |                                                  |                                                        | Byung-hun Lee                                    |                                                  |
| Miles Bennett Dyson   |                       | Joe Morton                              |                                                  |                                                        | Courtney B. Vance                                |                                                  |
| Danny Dyson           |                       | DeVaughn Nixon                          |                                                  |                                                        | Dayo Okeniyi                                     |                                                  |
| Tarissa Dyson         |                       | Epatha Merkerson                        |                                                  |                                                        |                                                  |                                                  |
| Enrique Salceda       |                       | Castulo Guerra                          |                                                  |                                                        |                                                  |                                                  |
| Tod Voight            |                       | Xander Berkeley                         |                                                  |                                                        |                                                  |                                                  |
| Janelle Voight        |                       | Jenette Goldstein                       |                                                  |                                                        |                                                  |                                                  |
| Tim                   |                       | Danny Cooksey                           |                                                  |                                                        |                                                  |                                                  |
| T-X                   |                       |                                         | Kristanna Loken                                  |                                                        |                                                  |                                                  |
| Robert Brewster       |                       |                                         | David Andrews                                    |                                                        |                                                  |                                                  |
| Scott Mason           |                       |                                         | Mark Famiglietti                                 |                                                        |                                                  |                                                  |
| Detective Edwards     |                       |                                         | Kim Robillard                                    |                                                        |                                                  |                                                  |
| Detective Martínez    |                       |                                         | Mark Hicks                                       |                                                        |                                                  |                                                  |
| William Anderson      |                       |                                         | Brian Sites                                      |                                                        |                                                  |                                                  |
| José Barrera          |                       |                                         | Robert Alonzo                                    |                                                        |                                                  |                                                  |
| Marcus Wright         |                       |                                         |                                                  | Sam Worthington                                        |                                                  |                                                  |
| Blair Williams        |                       |                                         |                                                  | Moon Bloodgood                                         |                                                  |                                                  |
| Barnes                |                       |                                         |                                                  | Common                                                 |                                                  |                                                  |
| Star                  |                       |                                         |                                                  | Jadagrace Berry                                        |                                                  |                                                  |
| General Ashdown       |                       |                                         |                                                  | Michael Ironside                                       |                                                  |                                                  |
| General Losenko       |                       |                                         |                                                  | Ivan G'Vera                                            |                                                  |                                                  |
| Dra. Serena Kogan     |                       |                                         |                                                  | Helena Bonham Carter                                   |                                                  |                                                  |
| Detective O'Brien     |                       |                                         |                                                  |                                                        | J. K. Simmons Wayne Bastrup (Joven)              |                                                  |
| Teniente Matias       |                       |                                         |                                                  |                                                        | Michael Gladys                                   |                                                  |
| Detective Cheung      |                       |                                         |                                                  |                                                        | Sandrine Holt                                    |                                                  |
| Rev-9                 |                       |                                         |                                                  |                                                        |                                                  | Gabriel Luna                                     |
| Daniella "Dani" Ramos |                       |                                         |                                                  |                                                        |                                                  | Natalia Reyes                                    |
| Grace                 |                       |                                         |                                                  |                                                        |                                                  | Mackenzie Davis                                  |
| Diego Ramos           |                       |                                         |                                                  |                                                        |                                                  | Diego Boneta                                     |
| Vicente Ramos         |                       |                                         |                                                  |                                                        |                                                  | Enrique Arce                                     |
| Felipe Gandal         |                       |                                         |                                                  |                                                        |                                                  | Tristán Ulloa                                    |
| Flaco Gandal          |                       |                                         |                                                  |                                                        |                                                  | Ferran Fernandez                                 |
| William Hadrell       |                       |                                         |                                                  |                                                        |                                                  | Tom Hopper                                       |

### Taquilla
| Película                                  | Fecha de estreno       | Presupuesto       | Recaudación    | Recaudación    | Recaudación    | Ranking de todos los tiempos | Ranking de todos los tiempos | Ref(s)        |
| Película                                  | Fecha de estreno       | Presupuesto       | Estados Unidos | Internacional  | Mundial        | Estados Unidos               | Mundial                      | Ref(s)        |
| ----------------------------------------- | ---------------------- | ----------------- | -------------- | -------------- | -------------- | ---------------------------- | ---------------------------- | ------------- |
| The Terminator                            | 26 de octubre de 1984  | $6,4 millones     | $38,371,200    | $40,000,000    | $78,371,200    | #1,917                       |                              | [ 14 ]        |
| Terminator 2: el juicio final             | 3 de julio de 1991     | $94-102 millones  | $205,881,154   | $312,106,698   | $520,987,852   | #152 (#106)(A)               | #136                         | [ 15 ]        |
| Terminator 3: La rebelión de las máquinas | 2 de julio de 2003     | $170-187 millones | $150,371,112   | $283,000,000   | $433,377,112   | #288                         | #188                         | [ 16 ] [ 17 ] |
| Terminator Salvation                      | 5 de junio de 2009     | $200 millones     | $125,322,469   | $246,030,532   | $371,353,001   | #418                         | #242                         | [ 18 ]        |
| Terminator Génesis                        | 21 de junio de 2015    | $155 millones     | $89,760,956    | $350,842,581   | $440,603,537   | #706                         | #186                         | [ 19 ] [ 20 ] |
| Terminator: Dark Fate                     | 1 de noviembre de 2019 | $185 millones     | $62,253,077    | $198,866,215   | $261,119,292   | #124                         | #602                         | [ 21 ]        |
| Total                                     | Total                  | $816.4 millones   | $671,959,968   | $1,430,846,026 | $2,102,805,994 | #30                          | #27                          | [ 22 ]        |

## Recepción
| Película                                  | Rotten Tomatoes   | Rotten Tomatoes      | Rotten Tomatoes     | Metacritic      | CinemaScore | IMDb                  | FilmAffinity        |
| Película                                  | Crítica           | Críticos importantes | Audiencia           | Metacritic      | CinemaScore | IMDb                  | FilmAffinity        |
| ----------------------------------------- | ----------------- | -------------------- | ------------------- | --------------- | ----------- | --------------------- | ------------------- |
| The Terminator                            | 100% (67 reseñas) | 100% (18 reseñas)    | 89% (250 000 votos) | 84 (21 reseñas) |             | 8.1 (865 645 votos)   | 7.1 (133 622 votos) |
| Terminator 2: el juicio final             | 93% (83 reseñas)  | 91% (33 reseñas)     | 94% (250 000 votos) | 75 (22 reseñas) | A+          | 8.6 (1 098 183 votos) | 7.5 (119 092 votos) |
| Terminator 3: La rebelión de las máquinas | 69% (206 reseñas) | 65% (51 reseñas)     | 46% (250 000 votos) | 66 (41 reseñas) | B+          | 6.3 (387 806 votos)   | 5.2 (33 874 votos)  |
| Terminator Salvation                      | 33% (280 reseñas) | 32% (69 reseñas)     | 53% (250 000 votos) | 49 (46 reseñas) | B+          | 6.5 (352 222 votos)   | 5.9 (32 473 votos)  |
| Terminator Génesis                        | 26% (276 reseñas) | 20% (64 reseñas)     | 52% (50 000 votos)  | 38 (41 reseñas) | B+          | 6.3 (268 816 votos)   | 5.2 (22 243 votos)  |
| Terminator: Dark Fate                     | 70% (350 reseñas) | 63% (67 reseñas)     | 71% (10 000 votos)  | 54 (51 reseñas) | A+          | 6.2 (164 472 votos)   | 5.2 (10 441 votos)  |
| Promedio                                  | 65%               | 62%                  | 68%                 | 61              | A-          | 7.0                   | 6.0                 |